# Regina Schönborn
Regina Schönborn (ur. 18 grudnia 1937 roku w Baranowiczach, zm. 5 lutego 2014) – polska poetka, pisarka, członkini Związku Literatów Polskich (ZLP).
Przez wiele lat związana była z Rzeszowem. Po śmierci męża osiadła natomiast w okolicach Łańcuta. Za swoją twórczość była nagradzana między innymi w 1999 r., przez Prezydenta Miasta Rzeszowa, a w roku następnym przez Marszałka Województwa Podkarpackiego, laureatka krajowych i zagranicznych nagród literackich. W 2002 odznaczona Złotym Krzyżem Zasługi